# Literatur Quickie

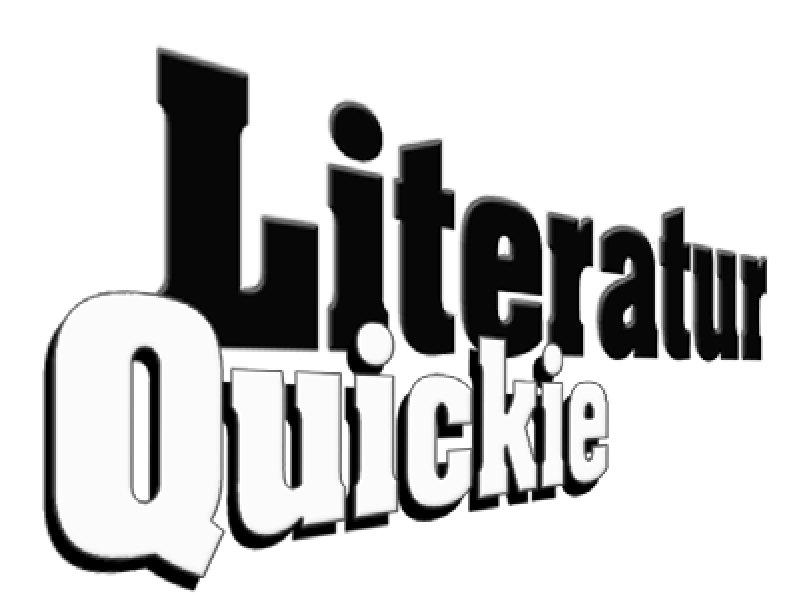
LogoLitQuick

Der Literatur Quickie ist ein 2009 gegründeter Verlag mit Sitz in Hamburg, der quartalsweise Kurzgeschichten bekannter deutschsprachiger Autoren in Form von Booklits publiziert. Gründer waren die Autoren Lou A. Probsthayn und Gunter Gerlach. Der Verlag ging aus einer gleichnamigen Lesungsreihe hervor.

## Idee und Geschichte
Der Begriff des Literatur Quickies begründet sich auf einer Literatur-Veranstaltungsreihe, die am 29. August 2007 in Hamburg ins Leben gerufen wurde und einmal wöchentlich Hamburger Autoren zu einer 17-minütigen Kurzlesung einlädt. Anfänglich fanden die Veranstaltungen in der Hamburger Bar „439“, dann ab dem 8. September 2010 im „Feldstern“, einer Szene-Kneipe im Hamburger Schanzenviertel und seit 2016 im Tafelspitz, einem Restaurant in Winterhude. Aus der wöchentlichen Lesung wurde eine monatliche, bei der jeweils fünf Autoren präsentiert werden. Heute ist der Literatur Quickie mit mehr als 275 Terminen die langlebigste Literaturveranstaltung Hamburgs. Aus der Idee des Literatur Quickies ist im November 2009 der Musik-Quickie entstanden, der ebenfalls regelmäßig  im „Feldstern“ stattgefunden hat und bei dem lokale Bands und Künstler lediglich drei ihrer Stücke pro Auftritt spielten.
Aus der Veranstaltungsreihe entstand im Jahre 2009 der Literatur Quickie Verlag, der ausschließlich Kurzgeschichten verlegt. Dies geschieht in einem Format 12 × 12 cm à ca. 20–44 Seiten pro Buch und ähnelt somit in Form und Gestaltung sowohl Carlsens Pixie-Büchern, als auch CD-Booklets, was zu der Wortschöpfung Booklits geführt hat. Diese sind sowohl einzeln, als auch im Abonnement erhältlich. Das Konzept besteht darin, neue Vertriebswege für Literatur zu erfassen. So erfolgt der Vertrieb der Literatur Quickies beispielsweise in Cafés und Kaffeehäusern, Geschenkartikel- und Möbelgeschäften und Hotels. Seit 2015 erfolgt zusätzlich der Verkauf über einen Online-Kiosk. Der Buchhandel spielt nur eine sekundäre Rolle im Abverkauf.
Der Verlag zählt, trotz seiner kommerziellen Ausrichtung, zu den unabhängigen Independent-Verlagen. Kulturpolitisches Ziel des Verlags ist es, eine Brücke zwischen alten und neuen Medien zu schlagen und Literatur durch die Kurzform dem modernen Leser näherzubringen. 
2009 entschied sich Gunter Gerlach für eine ausschließlich kulturell und künstlerische Ausrichtung seiner Arbeit, womit sich die Leitung des Verlages geschlossen an Lou A. Probsthayn übertrug.
Auf dem Sender Radio freeFM wurde im Jahr 2011 im Rahmen der Sendung Freunde reden Tacheles dreimal das Feature „Radio Quickie“, bei dem eine Kurzlesung aus unterschiedlichen Werken des Literatur Quickie-Bestands auf Sendung ging.

## Auszeichnungen
2020  Zukunftsprämie für unabhängige Verlage in Hamburg durch die BKM Hamburg
2021  Preisträger Deutscher Verlagspreis 2021

## Autoren des Verlags
Zu den verlegten Autoren gehören einerseits Namen der modernen Klassik wie Gustav Meyrink, Franz Kafka, Klabund, Georg Heym, Kurt Tucholsky und Paul Ernst. Ferner werden literarische Newcomer wie Sven Amtsberg, Markus Grundtner, Alexander Rösler (bekannt aus dem Jugendliteratur-Bereich), Lothar Quinkenstein, Ulrike Almut Sandig, Xochill A. Schütz (bekannt als Slam-Poetin) und Katrin Seddig gefeatured. Zu den bekannten deutschsprachigen Autoren der Gegenwart zählen Namen wie Safiye Can, Jasmin Ramadan, Monique Schwitter, Michael Weins, Juli Zeh, Stefan Beuse, Tanja Dückers, Maike Wetzel, Andreas Münzner, Ulrike Draesner, Torsten Schulz, Mirko Bonné, Nora Bossong, Rebecca Clare Sanger, Finn-Ole Heinrich, Martin Felder, Markus Orths, Gregor Sander, Thorsten Dörp und Friedrich Ani.